# ليزا إيتكن
ليزا إيتكن (بالإنجليزية: Lisa Aitken)‏ هي لاعبة الاسكواش بريطانية، ولدت في 16 فبراير 1990 في دندي في المملكة المتحدة.

## وصلات خارجية
- ليزا إيتكن على موقع الاتحاد الدولي لمحترفي الاسكواش (مؤرشف) (الإنجليزية)
- ليزا إيتكن على موقع SquashInfo.com (الإنجليزية)
- ليزا إيتكن على موقع اتحاد ألعاب الكومنولث (مؤرشف) (الإنجليزية)

[[تصنيف::لاعبات اسكواش إسكتلنديات]]